# Digital Interactive Mozart Edition
La Digital Interactive Mozart Edition (DIME) è un'iniziativa che prosegue e amplia la Neue Mozart-Ausgabe (NMA) nell'era digitale.

## Il progetto
Questo progetto è frutto della collaborazione tra la Internationale Stiftung Mozarteum di Salisburgo e il Packard Humanities Institute di Los Altos in California.
L'obiettivo principale del DIME è rendere accessibile a tutti l'intero corpus delle opere di Wolfgang Amadeus Mozart attraverso edizioni digitali accademiche codificate seguendo gli standard della Music Encoding Initiative (MEI), un formato aperto basato sul linguaggio XML.
Ogni elemento musicale è documentato nel codice con un ID univoco, rendendolo indirizzabile e processabile automaticamente. Questo sistema permette di archiviare molte informazioni, come varianti, annotazioni, commenti e metadati. I dati originali provengono da processi di riconoscimento ottico della musica e correzione di bozze sviluppati dal Packard Humanities Institute.

## The Digital Mozart Score Viewer (MoVi)
Per il rendering degli spartiti il DIME mette a disposizione MoVi, un'interfaccia utente costruita intorno a Verovio, una libreria open source di incisione di notazioni musicali sviluppata dal RISM Digital Center.
L'utente può richiamare le opere digitali presenti attraverso un menù dedicato e, grazie alle varie funzioni fornite dall'interfaccia, è possibile l'estrazione automatizzata di parti, la stampa in PDF, la riproduzione audio o la visualizzazione di letture varianti e interventi editoriali.